# Фельцман, Владимир Оскарович
Владимир Оскарович Фельцман (род. 8 января 1952, Москва) — российско-американский пианист. Сын композитора Оскара Фельцмана.

## Биография
Учился у Евгения Тимакина, которого впоследствии называл «великим учителем». В 1967 г. стал победителем юношеского конкурса исполнителей «Концертино Прага». Затем окончил Московскую консерваторию у Якова Флиера.
В 1971 г. стал лауреатом первой премии Международного конкурса пианистов им. М.Лонг в Париже.

## Эмиграция в США
Подал документы на эмиграцию из СССР в 1979 году, был «невыездным», эмигрировал в США только в 1987, гражданин Соединённых Штатов Америки с 1995 года.
Как отмечал музыковед Леонид Гаккель,

Основной творческой чертой Владимира Фельцмана мне представляется аристократизм. Несмотря на то, что в молодые годы Фельцман поражал своей виртуозностью, он выработал пианистическую манеру изысканно-сдержанную, полностью независимую от «массового вкуса». Аристократическая независимость сказывается и в репертуаре: очень много Баха и много современных авторов, не всегда самых известных. Она сказывается в серьезности жизненного стиля, считая внешний облик Фельцмана. Да и в разнообразии профессиональных занятий артиста мы видим благородную потребность помочь, поддержать, просветить. Фельцман отдает время дирижированию, педагогике, он организовал в США необычную летнюю школу для исполнительской молодежи.

В 2006 году в Мариинском театре дирижировал оперой Моцарта «Так поступают все».

## Премии и награды
- Дебют, Московская Государственная филармония (1962)
- Первая премия, Concertina International Competition (Прага, 1967)
- Гранд-при Marguerite Long Competition (Париж, 1971)